# Hydroxid zinečnatý
Hydroxid zinečnatý je bílá, práškovitá, anorganická chemická látka se vzorcem Zn(OH)2 (někdy záměrně zapsaná ZnO.H2O jakožto monohydrát oxidu zinečnatého). Tato látka je obsažena v několika vzácných minerálech, proto se pro průmyslové využití netěží, ale vyrábí.

## Výroba
Průmyslově se hydroxid zinečnatý vyrábí reakcí zinečnatých solí, kupříkladu chloridu zinečnatého (ZnCl2) (popřípadě síranu zinečnatého (ZnSO4)) s hydroxidy alkalických kovů, zejména hydroxidem sodným (NaOH), vzniká chlorid sodný, dle rovnice: 

ZnCl2 + 2NaOH → Zn(OH)2 + 2NaCl

Této reakce se využívá v analytické chemii, vzniká bílá sraženina, která se rozpouští při přidání hydroxidu, tedy při zvýšení pH.
Tuto látku lze rovněž připravit reakcí oxidu zinečnatého (ZnO) a vody (H2O):

ZnO + H2O ↔ ZnO·H2O ↔ Zn(OH)2

## Reakce
Tato vzniklá látka je poměrně reaktivní. Na vzduchu reaguje se vzdušným oxidem uhličitým za vzniku uhličitanu zinečnatého a vody, podle rovnice:

Zn(OH)2 + CO2 → ZnCO3 + H2O

Tato látka reaguje se skoro všemi kyselinami, i se slabými, jako je třeba kyselinou octovou (ta je ještě docela silná), za vzniku vody a zinečnaté soli, zde octan zinečnatý: 

Zn(OH)2 + 2 CH3COOH → Zn(CH3COO)2 + 2H2O

Při zahřívání se z této molekuly odštěpuje molekula vody. Tato rovnice se vratná:

Zn(OH)2 —t→ ZnO + H2O

Dále reaguje s hydroxidy kovů, za vzniku hydroxyzinečnatých (Zn(OH)4−II) komplexů:

Zn(OH)2 + 2NaOH → Na2Zn(OH)4